# Suzanne et les Brigands
Ne doit pas être confondu avec Suzanne et ses brigands.
Pour plus de détails, voir Fiche technique et Distribution.
Suzanne et les Brigands est un film muet français réalisé par Charles Burguet, sorti en 1920. 

## Fiche technique
- Titre original : Suzanne et les Brigands
- Réalisation : Charles Burguet
- Pays de production :  France
- Format : Noir et blanc — 35 mm — 1,33:1 — Muet
- Dates de sortie : 
  - France : 9 mars 1920

## Distribution
- Suzanne Grandais : Suzanne
- Camille Bardou
- Paul Capellani : Paul d'Allèges
- Louis Mafer : Balmoredo